# Jan Wolski (historyk literatury)
Jan Wolski (ur. 10 lutego 1959 w Gorlicach) – polski historyk literatury, badacz polskiej literatury emigracyjnej, tłumacz.

## Życiorys
Ukończył technikum górnictwa naftowego w Krośnie (1979) i studia polonistyczne w Wyższej Szkole Pedagogicznej w Rzeszowie (1983). Jeszcze w czasie studiów rozpoczął pracę w Bibliotece Głównej swojej uczelni. W 1985 wyjechał do Szwajcarii, tam studiował slawistykę i germanistykę na Uniwersytecie we Fryburgu. W 1991 powrócił do Polski, rozpoczął pracę w Zakładzie Literatury Polskiej XX wieku WSP w Rzeszowie, od 2001 pracuje na Uniwersytecie Rzeszowskim. Jest zatrudniony w Instytucie Polonistyki i Dziennikarstwa UR. 
W 2001 obronił na WSP w Rzeszowie prace doktorską Portret emigranta. Liryka Wacława Iwaniuka napisaną pod kierunkiem Zbigniewa Andresa, w 2021 uzyskał na UR stopień doktora habilitowanego na podstawie pracy Szwajcaria w piśmiennictwie polskim od XIX wieku do czasów najnowszych. Rekonesans badawczy.
Od 1992 jest członkiem redakcji pisma Fraza, a także jednym z założycieli rzeszowskiego Stowarzyszenia Literacko-Artystycznego „Fraza".
W 2020 otrzymał Nagrodę Związku Pisarzy Polskich na Obczyźnie przyznaną "za popularyzowanie i promowanie literatury emigracyjnej w polskojęzycznym świecie". W 2024 został odznaczony Orderem Białego Kruka ze Słonecznikiem.

## Twórczość

### Prace własne
- Wacław Iwaniuk. Szkice do portretu emigracyjnego poety (2002)
- Im dalej w czas, tym jaśniej będzie świecił. (Czechowicz - Iwaniuk)
- Dotykanie wiersza (2004)
- Pisanie książek bez użycia pióra (2006)
- Piotr Mordel - polski typograf i bibliofil w Berlinie (2011) - z Marią Kalczyńską
- Szwajcaria w piśmiennictwie polskim od XIX wieku do czasów najnowszych. Rekonesans badawczy (2019)
- Mieszkać za granicą - pisać po polsku (emigracyjne tematy, dylematy i przyczynki) (2021)
- Miłaś mi ziemio helwecka wspaniała. Motywy szwajcarskie w wierszach poetów polskich (z dodatkiem kilku fragmentów prozy poetyckiej). Antologia (2021) - wybór i wstęp

### Tłumaczenia
- Flurin Spescha Tęczowe ceremonie (2002)
- Frank Hohler Małe prozy (2007)
- Luisa Famos Poesias = wiersze (2008)
- Hugo Loetscher Klucz do pralni albo Co by było gdyby Bóg był Szwajcarem oraz inne helvetica (2016)